# Florae Austriaceae
Florae Austriaceae (abreviado Fl. Austriac.  (Jacquin)) es un libro con ilustraciones y descripciones botánicas que fue escrito por el médico, biólogo y botánico holandés Nikolaus Joseph von Jacquin y publicado en 5 volúmenes en los años 1773 a 1778.